# Programa Federal de Protección de Testigos de los Estados Unidos

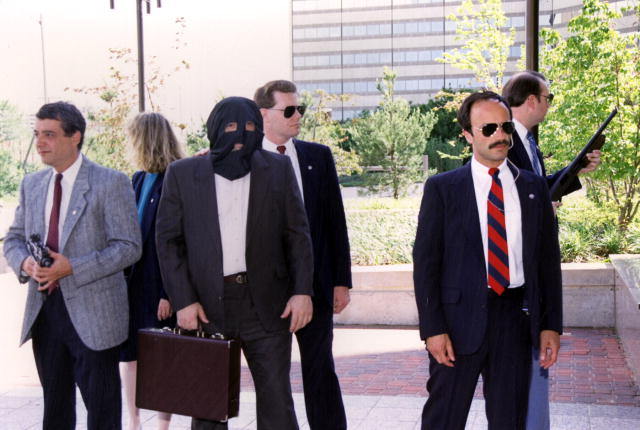
Los U.S. Marshals hacen un simulacro de custodiar a un testigo protegido

El Programa Federal de Protección de Testigos de los Estados Unidos (WPP), también conocido como Witness Security Program o WITSEC, es un programa de protección de testigos codificado a través del 18 U.S. Code § 3521 y administrado por el Departamento de Justicia de Estados Unidos y operado por el Servicio de Alguaciles de Estados Unidos que está diseñado para proteger a testigos amenazados antes, durante y después de un juicio.
Algunos estados - California, Connecticut, Illinois, Nueva York, y Texas - y Washington D. C., tienen sus propios programas de protección de testigos para delitos no cubiertos por el programa federal. Los programas estatales proporcionan protecciones menos amplias que el programa federal, en parte porque los gobiernos estatales carecen de la capacidad de emitir documentos federales, como tarjetas de la Seguridad Social, que verifiquen la nueva identidad de los testigos protegidos.

## Historia
El programa WITSEC se estableció formalmente en virtud del Título V de la Ley de Control del Crimen Organizado de 1970, que a su vez establece la manera en que el Fiscal General de los Estados Unidos puede disponer la reubicación y protección de un testigo o testigo potencial del federal o de los gobiernos estatales en un procedimiento oficial relacionado con el crimen organizado u otros delitos graves. Véase 18 U.S.C.A 3521, et seq..  El gobierno federal también concede subvenciones a los estados para que puedan prestar servicios similares.
El WITSEC fue creado originalmente como el Programa Federal de Protección de Testigos a mediados de la década de 1960 por Gerald Shur, cuando era Fiscal a cargo de la Unidad de Inteligencia y Servicios Especiales de la Sección de Crimen Organizado y Extorsión del Departamento de Justicia de los Estados Unidos. La mayoría de los testigos están protegidos por el Servicio de Alguaciles de Estados Unidos, mientras que la protección de los testigos encarcelados es tarea de la Agencia Federal de Prisiones.
El exagente federal condecorado John Thomas Ambrose fue condenado en 2009 por filtrar información sobre un testigo federal del Programa de Protección de Testigos al sicario de la Chicago Outfit Nicholas Calabrese y a otros miembros del crimen organizado de Chicago.

## Operaciones
A partir de 2020, aproximadamente 19.000 testigos y familiares han sido protegidos por el Servicio de Alguaciles de Estados Unidos desde que el programa comenzó en 1971.
Según Gerald Shur, creador del programa federal, alrededor del 95% de los testigos del programa son "delincuentes". Pueden ser delincuentes intencionados o personas que hacen negocios con delincuentes, como un ingeniero que sobornó a un alcalde porque así es como se hacen negocios en la ciudad. En su mente, no estaba haciendo nada criminal", como dijo Shur. Por lo general, un testigo que acepta declarar para la acusación puede acogerse al programa, que es totalmente voluntario. Los testigos pueden abandonar el programa y volver a su identidad original en cualquier momento, aunque los administradores lo desaconsejan.
Tanto en asuntos penales como civiles en los que están implicados testigos protegidos, los U.S. Marshals cooperan plenamente con las fuerzas de seguridad locales y las autoridades judiciales para llevar a los testigos ante la justicia o para que cumplan con sus responsabilidades legales.

## Reincidencia
Menos del 17% de los testigos protegidos que han cometido delitos son sorprendidos cometiendo otros delitos, en comparación con las personas en libertad condicional, de las que casi el 42% vuelven a delinquir.